# Holly (Kolorado)
Holly – miasto w Stanach Zjednoczonych, w stanie Kolorado, w hrabstwie Prowers.